# Klondike (Yukon)
Pour les articles homonymes, voir Klondike (homonymie).

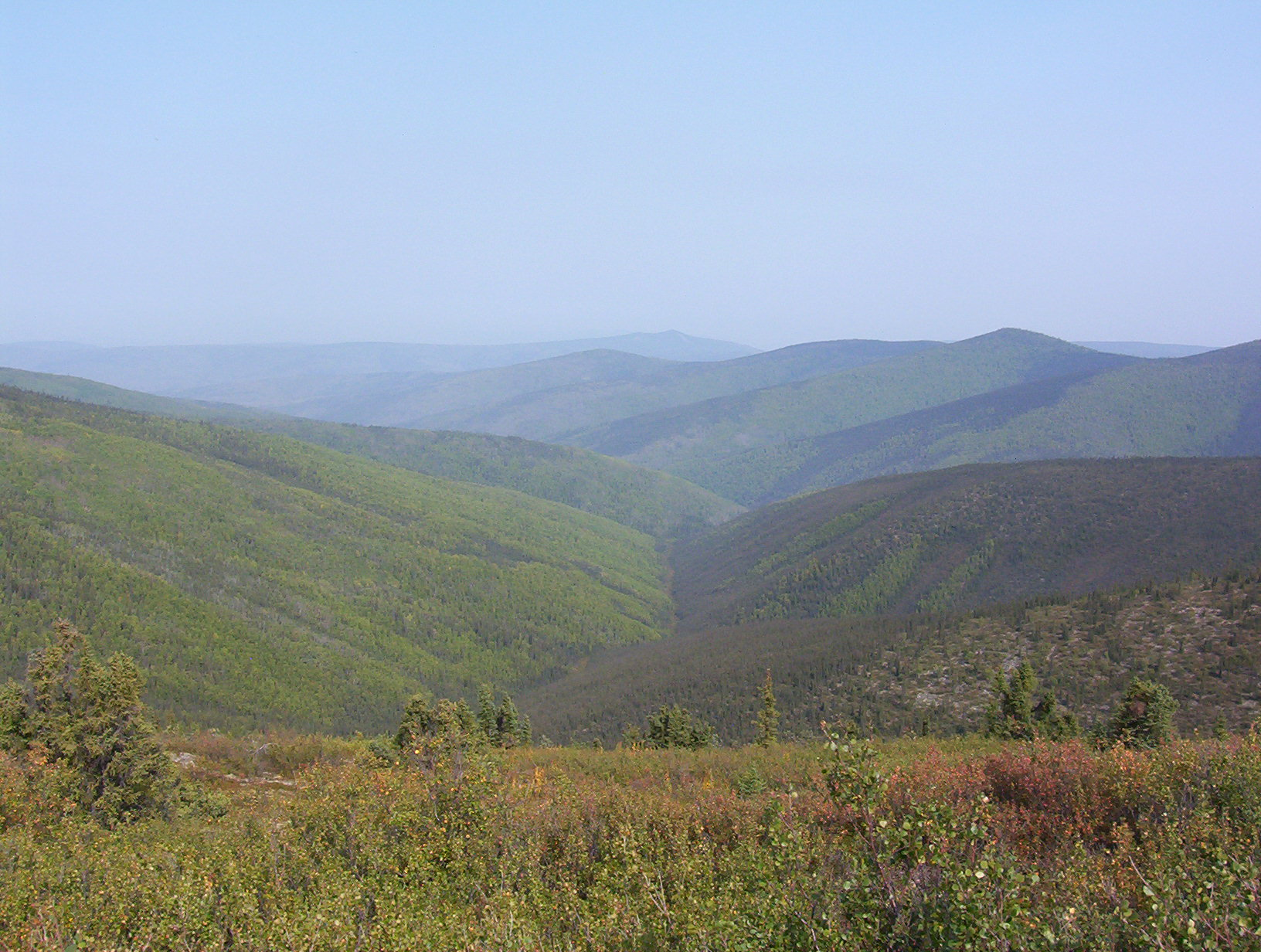
La vallée de Hunker Creek dans la région du Klondike.

Le Klondike (/ˈklɒndaɪk/) est une région du Yukon au Canada situé à l'est de la frontière avec l'Alaska. Elle se situe autour de la rivière Klondike. Elle est connue à cause de la ruée vers l'or du Klondike de 1897 à 1899. L'or est miné de manière continue dans la région depuis ce temps, à l'exception d'un hiatus à la fin des années 1960 et au début des années 1970. Le nom « Klondike » vient du mot hän Tr'ondëk qui signifie « eau percuteur ». Ce sont les premiers chercheurs d'or qui avaient de la difficulté à prononcer le mot hän qui ont créé la prononciation « Klondike ».